# Kia Soul'ster
O Soul'ster é um automóvel conceitual apresentado pela Kia na edição de 2008 do NAIAS.